# Kilkis
Kilkis (gr. Κιλκίς, bułg. Кукуш, Kukusz) – miasto w Grecji, w administracji zdecentralizowanej Macedonia-Tracja, w regionie Macedonia Środkowa, w jednostce regionalnej Kilkis. Siedziba gminy Kilkis. W 2011 roku liczyło 22 914 mieszkańców.
W Kilkis urodziła się Walendini Gramatikopulu, grecka tenisistka.
W mieście rozwinął się przemysł spożywczy oraz włókienniczy.